# Oděsa
Oděsa (ukrajinsky Одеса, Odesa, rusky Одесса, Oděssa) je město na jižní Ukrajině, hlavní město Oděské oblasti se dvěma největšími ukrajinskými přístavy na pobřeží Černého moře, 440 km jižně od Kyjeva a 45 km východně od moldavských hranic. V počtu obyvatel je Oděsa po Kyjevě a Charkově třetím největším městem na Ukrajině, ve městě žije přibližně 1,01 milionu obyvatel.
Oděsa v minulosti byla ekonomickým, obchodním a kulturním centrem Ruského impéria a před říjnovou revolucí v roce 1917 byla třetím největším městem celého Ruska. Původní obyvatelstvo tvořili většinou Rusové, později početně převážili Ukrajinci. Významnou menšinu Oděsy tvořili Židé, kteří však byli téměř vyhlazeni za německé a rumunské okupace za druhé světové války.
Historické centrum Oděsy bylo kvůli důsledkům rusko-ukrajinské války po naléhavém řízení zapsáno v lednu 2023 na seznam ohrožených památek v rámci světového dědictví UNESCO.

## Historie

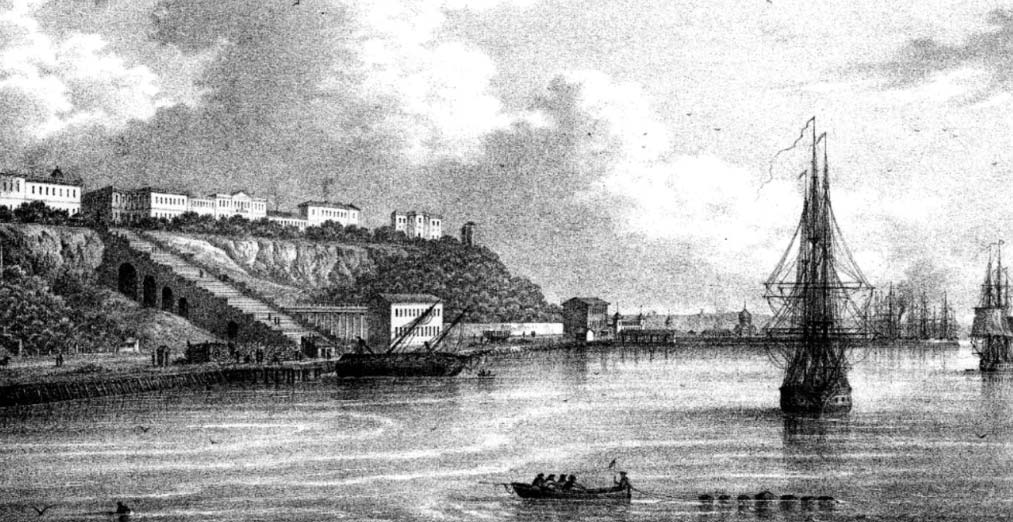
Přístav s Potěmkinovými schody v roce 1850

Oblast okolo Oděsy byla již od starověku postupně osídlena různými etniky, ve 13. století se dostala pod nadvládu Mongolů a v 16. století osmanské říše a získala název Jedisan.
Oděsa byla založena roku 1794 ruskou carevnou Kateřinou II. Velikou na místě dobyté turecké pevnosti Chadžibej, po vítězné rusko-turecké válce a porážce Krymského chanátu, jemuž území patřilo. V roce 1795 se objevil jeho dnešní název „Oděsa“. Původ tohoto jména není zcela jasný. Předpokládá se, že pochází z názvu řecké kolonie Odessos, která se kdysi nacházela někde na pobřeží Černého moře (dnešní předpoklad je, že někde poblíž dnešní Varny). Město se hned po svém vzniku začalo dynamicky rozrůstat. Na vzniku města se podílela řada významných architektů a umělců. Obyvatelstvo tvořili především Rusové a Ukrajinci, později však ve městě žily i velké komunity Turků, Řeků, Židů, Bulharů či Albánců.
Na přelomu 18. a 19. století došlo k rozvoji přístavu, který se díky své strategické poloze stal velkým překladištěm nákladů. V roce 1850 mělo město 100 000 obyvatel a bylo tak třetím největším městem Ruska. Oděsa byla jedním z obchodních a průmyslových center země. Roku 1865 v ní byla otevřena Novoruská univerzita, která od roku 1945 nese název po ruském vědci a nositeli Nobelovy ceny za medicínu Ilji Mečnikovovi. V roce 1899 bylo založeno Muzeum krásného umění. Během občanské války se ve městě vystřídalo hned několik vlád, až na počátku roku 1920 Oděsu definitivně získala pod svou kontrolu Rudá armáda. Tři roky bojů město poškodily.

### Druhá světová válka
Za 2. světové války byla Oděsa nejprve bombardována a i přes její obranu byla 16. října 1941, po ústupu sovětských vojsk na Krym, obsazena německou armádou. Následně byla do roku 1944 okupována Rumunskem a přičleněna ke gouvernementu Zadněstří; v okolí se nacházely koncentrační tábory, v nichž zahynula velká část rumunských a oděských Židů; další Židé byli zavražděni během Oděských masakrů. Partyzánský odboj se v té době soustředil především do oděských katakomb. Rudá armáda pod vedením oděského rodáka Rodiona Malinovského město získala nazpět plně 10. dubna 1944. Roku 1945 získala Oděsa čestný titul Město-hrdina.
Po válce město zaznamenalo výrazný územní rozvoj.

### Ukrajinská krize 2014
Po protestech na Euromajdanu do února 2014, ke kterým se převážně ruskojazyčná Oděsa jen částečně připojila a následném prudkém zhoršení vzájemných vztahů Ukrajiny s Ruskem, způsobených politickými změnami v zemi, vyhlásili neznámí aktivisté na internetu dne 16. dubna 2014 tzv. Oděskou lidovou republiku nezávislou na Ukrajině. Dne 2. května 2014 vypukly po relativním klidu ve městě nepokoje, při kterých zahynulo nejméně 46 lidí. Nejprve napadla skupina proruských ozbrojenců vyzbrojených střelnými zbraněmi, zápalnými lahvemi a holemi demonstraci za jednotnou Ukrajinu, které se zúčastnili fotbaloví fanoušci týmů Černomorec Oděsa a SK Metalist Charkov, jejichž zápas se toho dne konal. Po tomto střetu byli zjištěni 4 mrtví a desítky zraněných. Policie nezasáhla a podstatně větší proukrajinský dav čítající několik stovek lidí se pustil do odvety. Zapálili stany proruských aktivistů a zahnali je do Domu odborů, jehož okolí ovládali. Při následné střelbě a házení molotovových koktejlů útočníky i obránci bylo založeno několik požárů v domě a některé skupiny proruských aktivistů byly nešťastně odříznuty ohněm bez možnosti úniku. Nepomohla ani následná pomoc některých proukrajinských demonstrantů a ani několikanásobné volání hasičům, kteří přijeli až po hodině od nahlášení. Jiní proukrajinští aktivisté údajně nečinně přihlíželi či dokonce jásali, když se vrhali lidé z oken, aby unikli plamenům. Konečná bilance incidentu byla 4 mrtví a desítky zraněných z prvotního napadení proukrajinské demonstrace proruskými ozbrojenci a 42 mrtvých a asi 130 zraněných proruských aktivistů na následky požáru anebo skoku z hořící budovy. Celková bilance těchto vážných nepokojů je asi 46 mrtvých a více než 200 zraněných na obou stranách.. Jak mramorová fasáda Domu odborů, tak jeho vnitřní vybavení byly požárem velmi značně poškozeny. Za masakr v Domě odborů nebyl nikdo odsouzen.
Po této tragédii město Oděsa vyhlásilo třídenní smutek. Prozatímní ukrajinský prezident Oleksandr Turčynov při této příležitosti znovu odsoudil ruskou agresi, rozdmýchávání situace a usilování o legitimizaci ruské invaze na východ Ukrajiny. Rusko naproti tomu vyzvalo Ukrajinu k přerušení protiteroristických operací vedených podle něho nacionalistickými radikály a prohlásilo ukrajinskou vládu za organizátora teroru.
Koncem května 2015 sesadil ukrajinský prezident Petro Porošenko dosavadního guvernéra Oděské oblasti z jeho funkce a nahradil jej Michailem Saakašvilim, bývalým prezidentem Gruzie, nyní občanem Ukrajiny. Saakašvili měl mít za úkol mj. boj proti korupci. Začátkem listopadu 2016 však z funkce guvernéra odstoupil, přičemž obvinil prezidenta Porošenka z korupce.[chybí lepší zdroj]

### Rusko-ukrajinská válka
Od začátku ruské invaze v únoru 2022 se Oděsa stala opakovaně terčem mnoha ostřelování. Historické centrum města, které bylo na začátku roku 2023 zapsáno do seznamu Světového dědictví UNESCO, se stalo cílem rozsáhlého bombardování po ukrajinském útoku na Krymský most v červenci 2023 a vážně byla poškozena i oděská katedrála. Rusko mělo v úmyslu dobýt Oděsu a ovládnou okolní pobřeží, čímž by Ukrajinu odřízlo od přístupu k moři a prodloužilo frontovou linii až do Podněstří.

## Obyvatelstvo

### Národnostní složení
Podle sčítání lidu v roce 2001 žilo ve městě 1 029 049 obyvatel a bylo tak čtvrtým největším ukrajinským městem po Kyjevě, Charkově a Dnipru. Z desítek různých národností jsou nejvíce zastoupeni Ukrajinci (61,6 %), Rusové (29 %), Bulhaři (1,3 %), Moldavané (0,7 %) a Bělorusové (0,6 %). Dále jsou zde zastoupeni Řekové, Albánci, Němci, Arméni, Gruzíni, Tataři, Gagauzové, Arabové nebo Turci. Celkově je evidováno přes 130 národností. Jako mateřský jazyk uvedlo 65 % obyvatel ruštinu Nezávislé studie uvedly, že ruštinu jako dorozumívací jazyk používá ještě více lidí. Podle údajů kyjevského institutu Analitik z roku 2005 v Oděské oblasti používá v denním životě 85 % obyvatel převážně ruštinu. V samotném městě používá ruštinu v domácím prostředí 93 % obyvatel.
Národnostní složení obyvatel se značně proměnilo v 19. století vlivem migrace do průmyslového centra a proměňovalo se i v souvislosti se stalinským terorem, sovětskou národnostní politikou a okupací během 2. světové války. Rusové a Židé bývali nejpočetnějšími skupinami obyvatel. V roce 1897 ve městě žilo 30,5 % Židů. 4,3 % hovořilo polsky, 2,5 % německy a 1,3 % řecky. Od 2. poloviny 20. století žije ve městě nejvíce Ukrajinců. Za 2. světové války bylo rumunskou správou během oděských masakrů v říjnu 1941 povražděno za městem kolem 25 000 Židů a přes 35 000 jich bylo deportováno. Po roce 1970 se mnoho Židů vystěhovalo do Izraele.
Obyvatelé města sami sebe nazývají Oděsité. Většina se jich hlásí k pravoslaví. Zastoupena je i Německá evangelická luteránská církev a v roce 2002 se Oděsa stala sídlem římskokatolické oděsko-simferopolské diecéze.

#### Vývoj národnostního složení
- 1897[18]
  1. Rusové: 198 233 obyvatel (49,09 %)
  2. Židé: 124 511 obyvatel (30,83 %)
  3. Ukrajinci: 37 925 obyvatel (9,39 %)
  4. Poláci: 17 395 obyvatel (4,31 %)
  5. Němci: 10 248 obyvatel (2,54 %)
- 1926[19]
  1. Rusové: 162 789 obyvatel (39,97 %)
  2. Židé: 153 243 obyvatel (36,69 %)
  3. Ukrajinci: 73 453 obyvatel (17,59 %)
  4. Poláci: 10 021 obyvatel (2,40 %)
  5. Němci: 5 522 obyvatel (1,32 %)
- 1939[20]
  1. Židé: 200 961 obyvatel (33,26 %)
  2. Rusové: 186 610 obyvatel (30,88 %)
  3. Ukrajinci: 178 878 obyvatel (29,60 %)
  4. Poláci: 8 829 obyvatel (1,46 %)
  5. Němci: 8,424 obyvatel (1,3 9%)
- 2001[21]
  1. Ukrajinci: 622 900 obyvatel (61,6 %)
  2. Rusové: 292 000 obyvatel (29,0 %)
  3. Bulhaři: 13 300 obyvatel (1,3 %)
  4. Židé: 12 400 obyvatel (1,2 %)
  5. Moldavané: 7 600 obyvatel (0,7 %)

### Česká komunita
Ve městě od roku 2000 působí krajanský spolek Česká rodina. V Oděse žil 43 let hudební skladatel Josef Přibík a v roce 1874 zde pobýval Svatopluk Čech. Oba mají ve městě pamětní desky.

### Rozšíření HIV
V roce 2018 bylo 898,3 lidí na 100 000 obyvatel HIV pozitivních, což je nejvyšší procento u měst na Ukrajině.

## Doprava

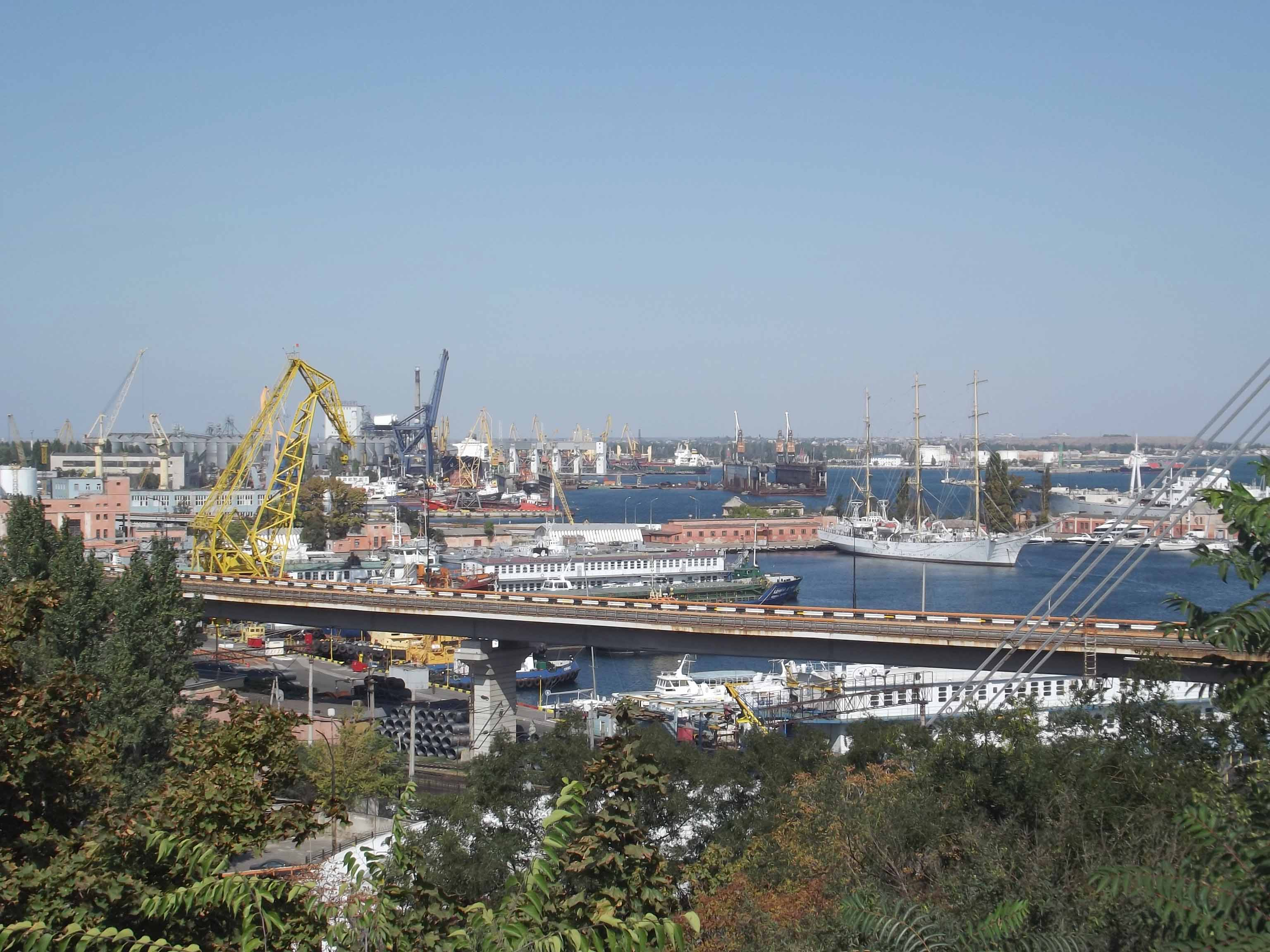
Přístav v Oděse

Město Oděsa má dva významné přístavy. Jeden z nich, zvaný jako Oděský přístav, je přímo ve městě a slouží kromě přepravy zboží také pro osobní dopravu po Černém moři, mj. jako terminál pro velké výletní lodě. Druhý je přístav Južne na okraji města, který má význam pro nákladní dopravu, zvláště také pro dovoz nafty na Ukrajinu. Dalším významným přístavem v blízkosti Oděsy je Čornomorsk (dříve Illičivsk), nacházející se na jihozápad od města.
Dějiny železnic v této části Ukrajiny jsou spojeny s podnikatelem a politikem Sergejem Wittem. Hlavní nádraží funguje od roku 1865, v roce 1884 byla postavena výpravní budova, která se stala jednou z dominant města. Jezdí odtud přímé spoje do všech oblastí Ukrajiny, mezinárodní spojení existovalo v roce 2018 s Moskvou, Minskem, Kišiněvem a Přemyšlem.

### Letecká doprava
7 km jihozápadně od centra města funguje od roku 1961 Mezinárodní letiště Oděsa. V roce 2009 odbavilo 651 000 cestujících, v roce 2017 už to bylo 1 228 000 pasažérů.

### Městská doprava
Město má letitou a rozsáhlou tramvajovou síť (197 km), na níž vzhledem k neexistenci metra spočívá značná část přepravních výkonů. V provozu jsou dosud hlavně tramvaje Tatra T3. Páteřní tramvajová trať má být postupně přebudována na tramvajovou rychlodráhu.
V roce 1941 byla vybudována první trolejbusová trať v Oděse a zakoupeny vozy, ale vzhledem k vypuknutí 2. světové války byl provoz zahájen až 5. listopadu 1945. Provoz na 15 linkách zajišťuje 220 vozidel, převážně typu ZiU-9.

## Cestovní ruch
Vzhledem k atraktivitě města je Oděsa důležitým střediskem cestovního ruchu na Ukrajině.

## Pamětihodnosti

### Potěmkinovy schody

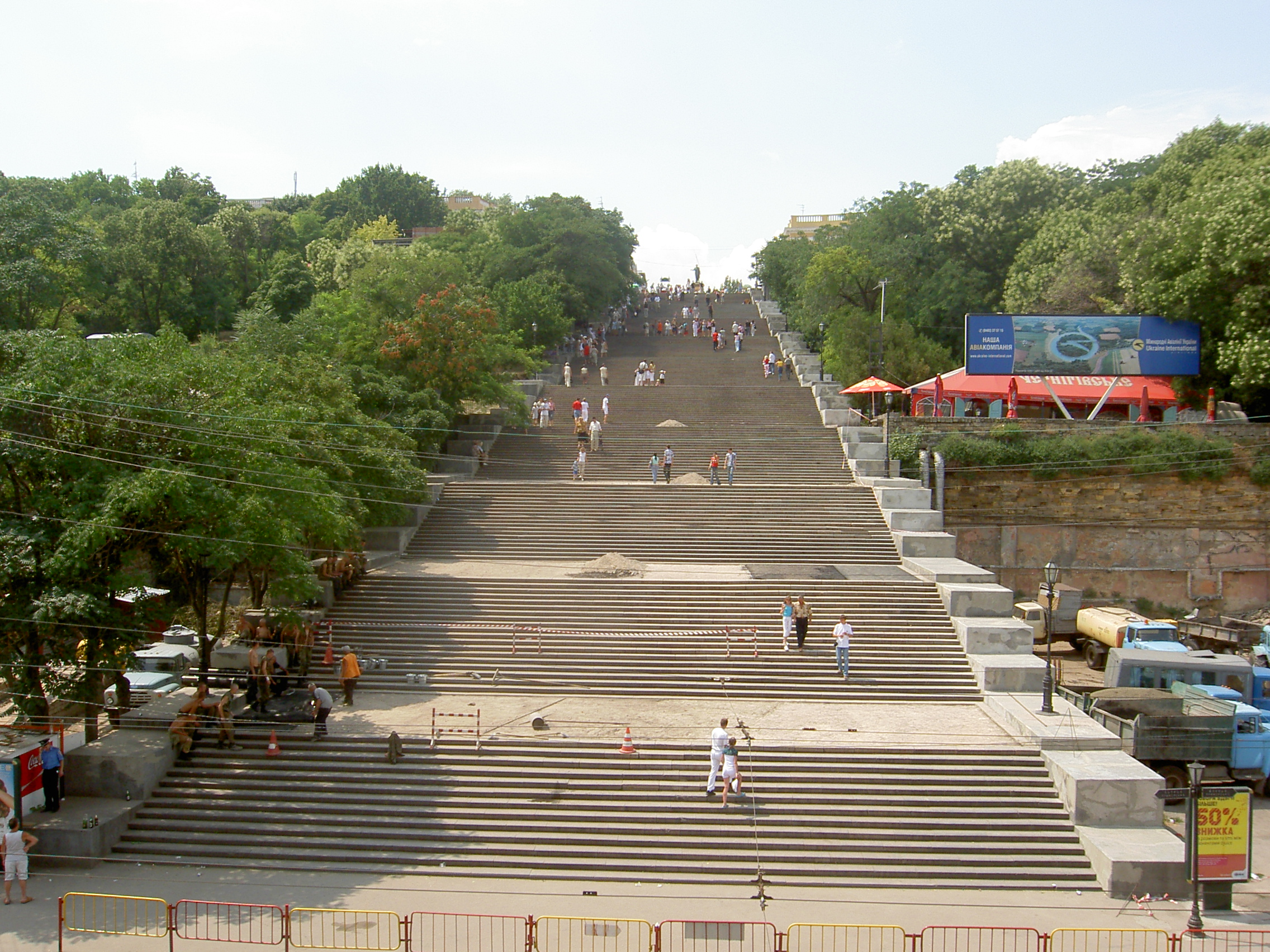
Potěmkinovy schody

Schody vystavěl v letech 1837–1841 italský architekt Francesco Boffo. Dříve byly nazývány také Přímořské, Bulvárové nebo Gigantické. Původně se nazývaly Schody vévody de Richelieu a byly pojmenovány po Armandu-Emmanuelovi du Plessis de Richelieu (1766–1822), kterého ruský car Alexandr I. Pavlovič jmenoval guvernérem Oděsy a Nového Ruska a který tuto funkci zastával v letech 1803–1814. Poté v letech následujících po restauraci Bourbonů ve Francii až do své smrti byl francouzským státníkem. Jeho pomník je hornímu konci schodiště. Schodiště dlouhé 142 metrů překonává výškový rozdíl 27 metrů, má celkem 192 stupňů (původně 200). Perspektiva schodiště je navržena tak, že vytváří iluzi mnohem delší stavby. První spodní schod je široký 21,7 metrů a poslední horní 12,5 metrů. Další optická iluze spočívá v tom, že pokud se pozorovatel dívá shora, vidí pouze podesty, pozorovatel stojící pod schodištěm vidí pouze stupně. Podél schodiště vede pozemní lanová dráha. Poblíž je osobní přístav s hotelem Oděsa z 90. let 20. století. Schodiště vede k náměstí, v jehož středu je socha věnovaná francouzskému státníkovi Richelieuovi.
Schody jsou známé především z Ejzenštejnova filmu Křižník Potěmkin. Klíčová scéna filmu (ujíždějící kočárek po schodech během masakru) byla točena v roce 1925 na těchto schodech. Film popisoval zdejší události revoluce z roku 1905, ovšem skutečný masakr se odehrál v ulicích opodál. V roce 1955 při 50. výročí vzpoury byly schody přejmenovány na Potěmkinovy.

### Katakomby
V bývalých vápencových dolech vznikl třípatrový, několikakilometrový labyrint katakomb. Zpočátku byly používán například ke skladování vína nebo jako skrýš pašeráků. Za druhé světové války sloužily jako tajný úkryt odbojových protiněmeckých skupin. Část katakomb je nyní součástí Muzea partyzánské slávy.

### Preobraženská katedrála
Preobraženská katedrála (Chrám Proměnění Páně) je největší pravoslavný chrám v Oděse. Pojme několik tisíc věřících. Stavba původního chrámu v klasicistním stylu byla zahájena v roce 1794 a dostavěna včetně zvonice až v roce 1837. V roce 1919 byla katedrála vypleněna, 1932 uzavřena a 1936 na příkaz Stalina přes noc zničena. Během rumunské okupace za 2. světové války bylo uvažováno o její obnově, ale ta byla zahájena až v roce 1999 a 21. července 2010 moskevským patriarchou Kirillem vysvěcena. Elektronicky ovládané zvony hrají 99 melodií. Katedrála sloužila také jako vzor pro stavbu několika kostelů v regionu, např. Katedrály Kristova narození v Kišiněvě (1830). Během ruské invaze na Ukrajinu byla budova katedrály v noci z 22. na 23. července 2023 těžce poničena ruským raketovým útokem.

### Národní divadlo opery a baletu

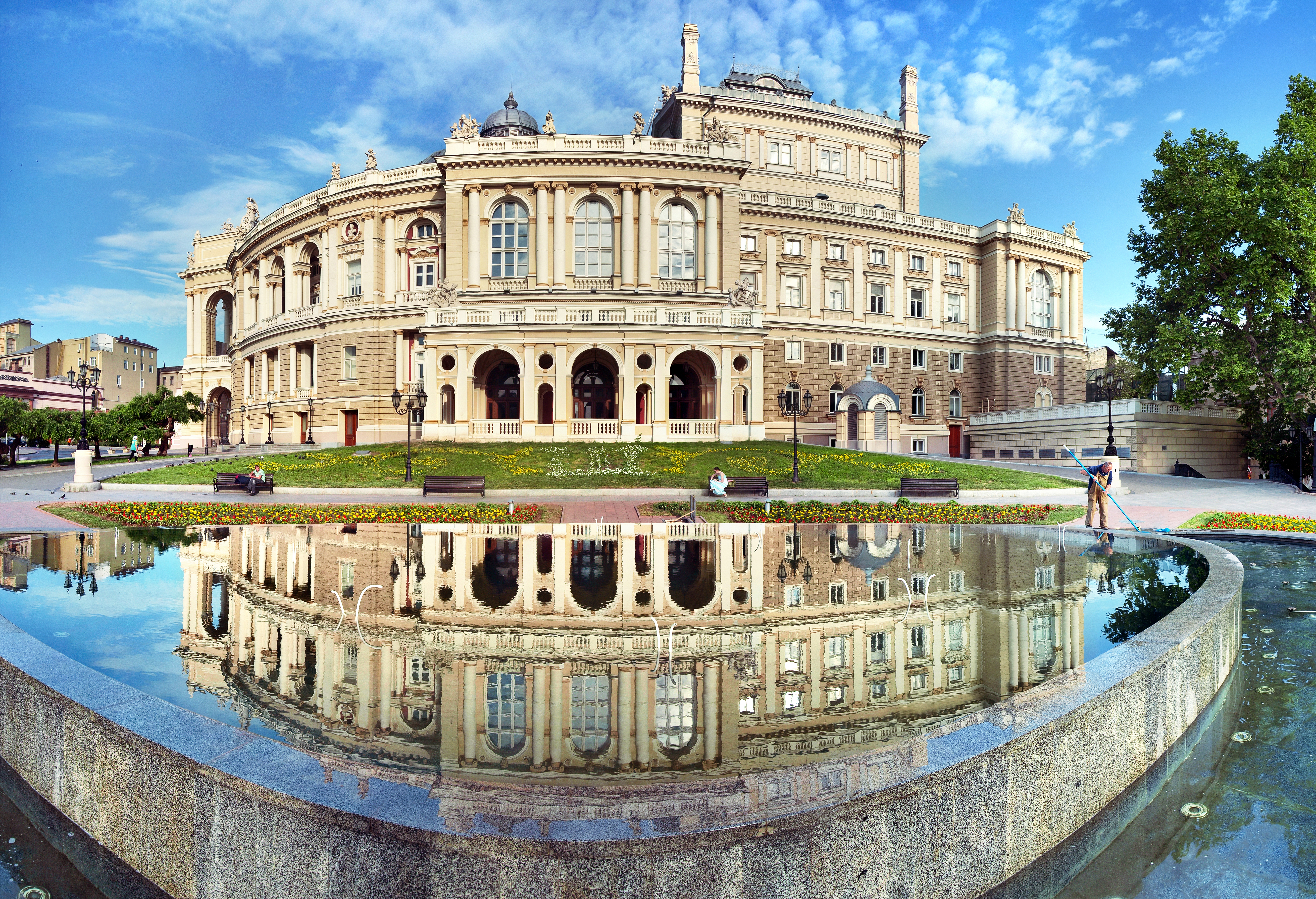
Národní akademické divadlo opery a baletu

Původní budova divadla byla otevřena v roce 1809, ta ovšem 2. ledna 1873 vyhořela. V letech 1883–1887 byla na jejím místě postavena druhá budova ve stylu vídeňského baroka. Navrhli ji rakouští architekti Ferdinand Fellner a Hermann Helmer, mimo jiné autoři městského divadla v Karlových Varech a dnešního Mahenova divadla v Brně. Inspirací pro vznik nové budovy byla Semperova opera (Semperoper) v Drážďanech. Nad vchodem je sousoší múzy tragédie Melpomené. Vpravo dole je socha múzy tance Terpsichoré, vlevo dole Orfeus a Kentaur. Přímo po stranách vchodu jsou sochy komedie a tragédie. Uvnitř je strop s bohatým dvoutunovým lustrem a čtyřmi malbami na motivy děl Williama Shakespeara (Hamlet, Sen noci svatojánské, Jak se vám líbí a Zimní pohádka). Budova opery byla první stavba v Oděse, která dostala osvětlení elektrickým světlem. Je známá také vynikající akustikou.
V roce 1925 došlo v budově k požáru, ale poškozené části byly brzy opraveny. V roce 1960 proběhla rekonstrukce divadla. Kvůli narušené statice bylo divadlo několik let uzavřeno a zprovozněno opět v roce 2007.

## Osobnosti

### Rodáci
- Anna Andrejevna Achmatovová (1889–1966), ruská básnířka, překladatelka a literární vědkyně
- Halina Auderska (1904–2000), polská dramatička a spisovatelka
- Slávek Boura (* 1964), český moderátor
- George Gamow (1904–1968), přední sovětsko-americký kosmolog
- Eugenie Goldsternová (1884–1942), rakouská antropoložka
- Ida Kamińska (1899–1980), polská herečka židovského původu hrající v jazyce jidiš, nominována na Oskara za roli Rozálie Lautmannové v oskarovém filmu Obchod na korze
- Rodion Jakovlevič Malinovskij (1898–1967), maršál Sovětského svazu, ministr obrany, osvoboditel města ve 2. světové válce
- David Oistrach (1908–1974), ruský houslista
- Marina Ovsjannikovová (* 1978), ruská novinářka a televizní moderátorka
- Pjotr Šmidt (1867–1906) – jeden z vůdců povstání v Sevastopolu v roce 1905
- Avraham Šechterman (1910–1986), izraelský politik
- Andrej Vyšinskij (1883–1954), sovětský politik

### Ostatní
- Leo Pinsker (1821–1891), oděský lékař, představitel raného sionismu
- Josef Přibík (1855–1937), český hudební skladatel, dirigent, 43 let působil v Oděse
- Svjatoslav Richter (1915–1997), sovětský klavírní virtuos

## Partnerská města
- Alexandrie, Egypt (1968)
- Baltimore, Spojené státy americké (1975)
- Brest, Bělorusko (2004)
- Constanța, Rumunsko (1991)
- Čching-tao, Čína (1993)
- Gdaňsk, Polsko (1996)
- Haifa, Izrael (1992)
- Istanbul, Turecko (1997)
- Janov, Itálie (1972)
- Jerevan, Arménie (1995)
- Jokohama, Japonsko (1968)
- Kalkata, Indie (1986)
- Kišiněv, Moldavsko (1994)
- Klaipėda, Litva (2004)
- Larnaka, Kypr (2004)
- Lefkada, Řecko (2010)
- Liverpool, Spojené království (1956)
- Lodž, Polsko (1993)
- Lublaň, Slovinsko
- Marseille, Francie (1972)
- Minsk, Bělorusko (1996)
- Moskva, Rusko (1995)
- Nikósie, Kypr (1996)
- Ning-po, Čína (2008)
- Oulu, Finsko
- Petrohrad, Rusko (2002)
- Pireus, Řecko (1993)
- Rostov na Donu, Rusko (1999)
- Roš ha-Ajin, Izrael (2010)
- Řezno, Německo (1990)
- Segedín, Maďarsko (1977)
- Split, Chorvatsko (1964)
- Taganrog, Rusko (1993)
- Tallinn, Estonsko (1997)
- Tbilisi, Gruzie (1996)
- Valencie, Španělsko (1982)
- Valparaíso, Chile (2004)
- Vancouver, Kanada (1971)
- Varna, Bulharsko (1992)
- Varšava, Polsko (2010)
- Vídeň, Rakousko (2006)
- Volgograd, Rusko (2001)

## Fotogalerie

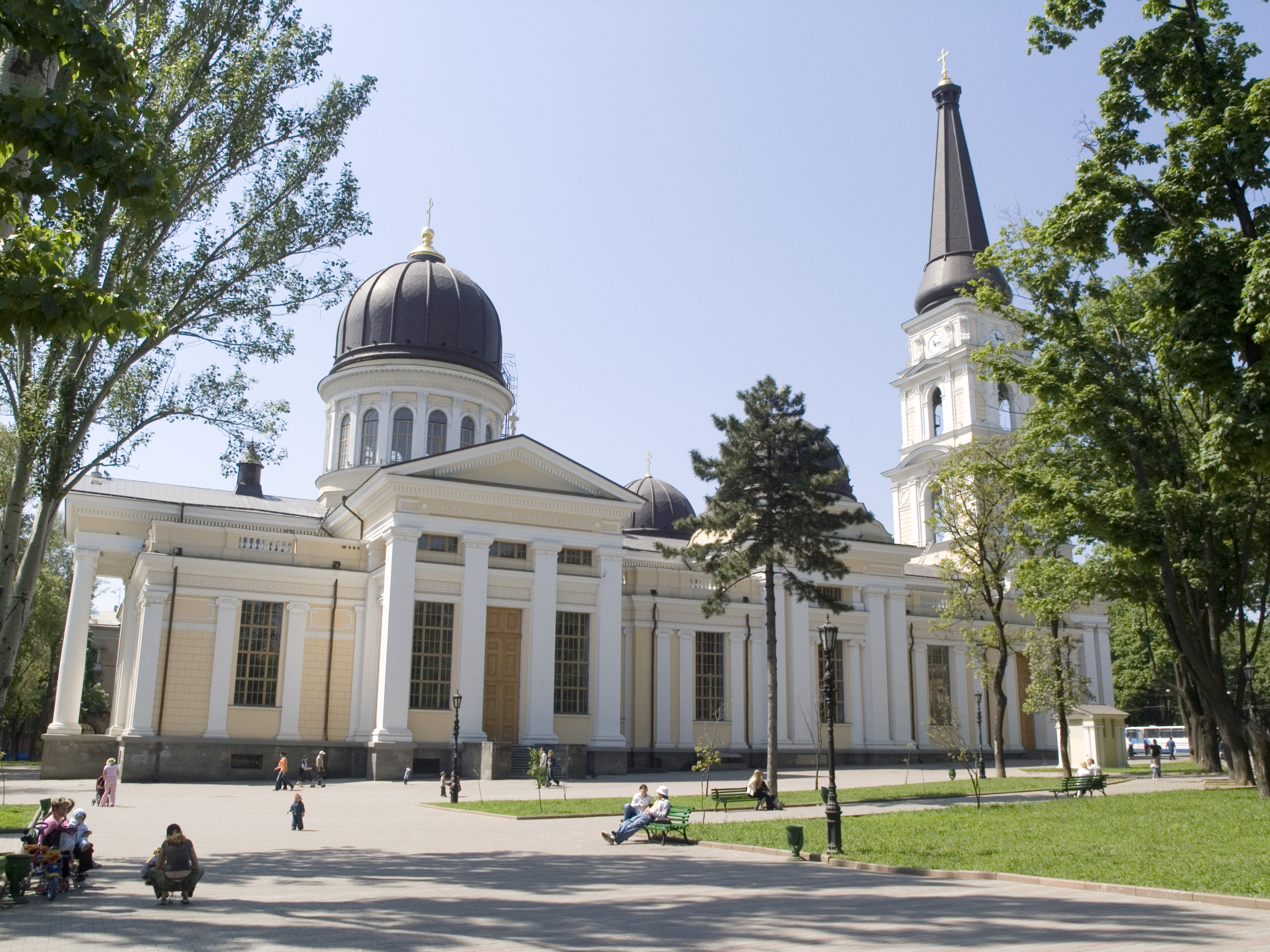
Preobraženská katedrála
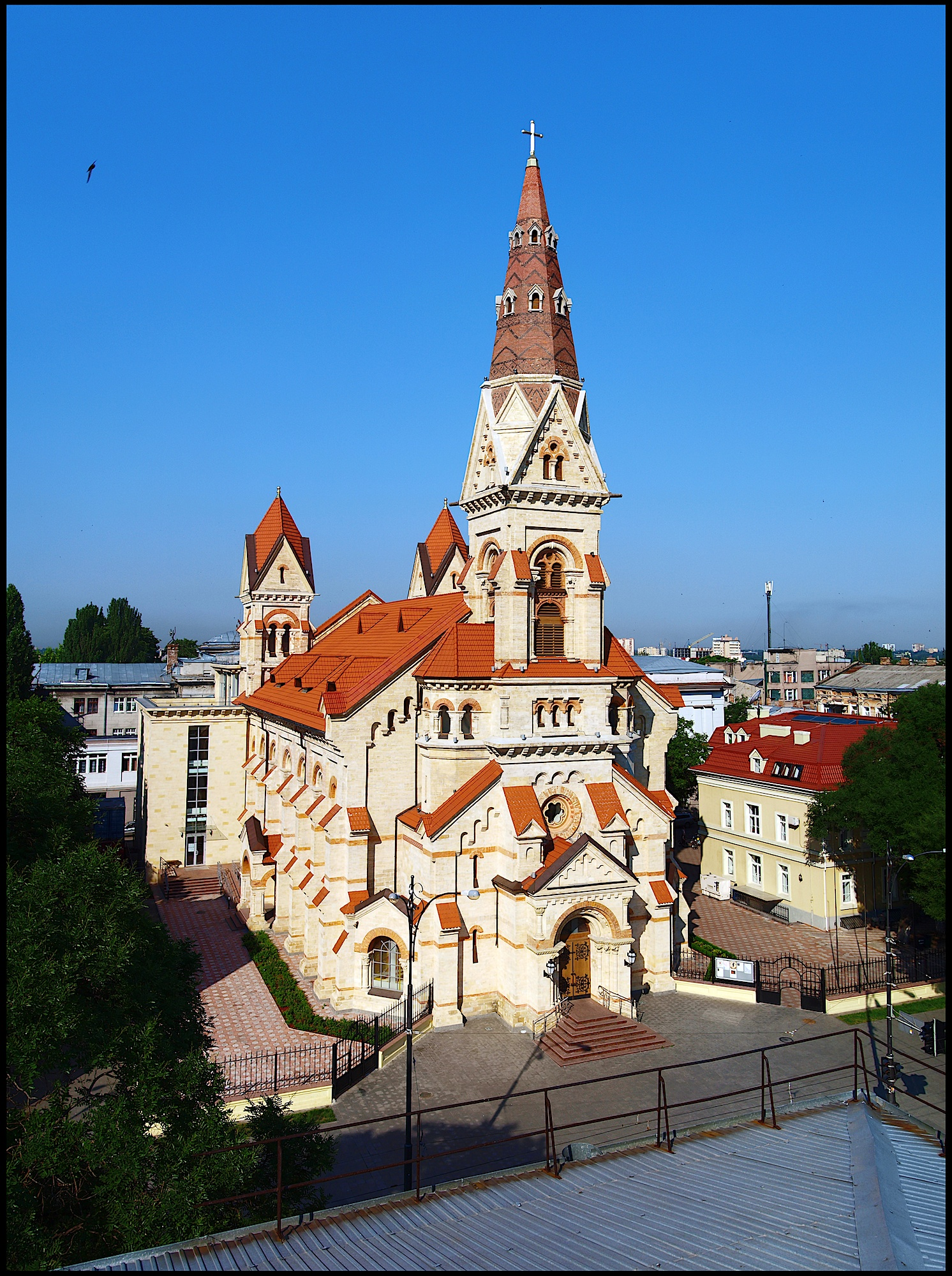
Luteránský kostel sv. Pavla
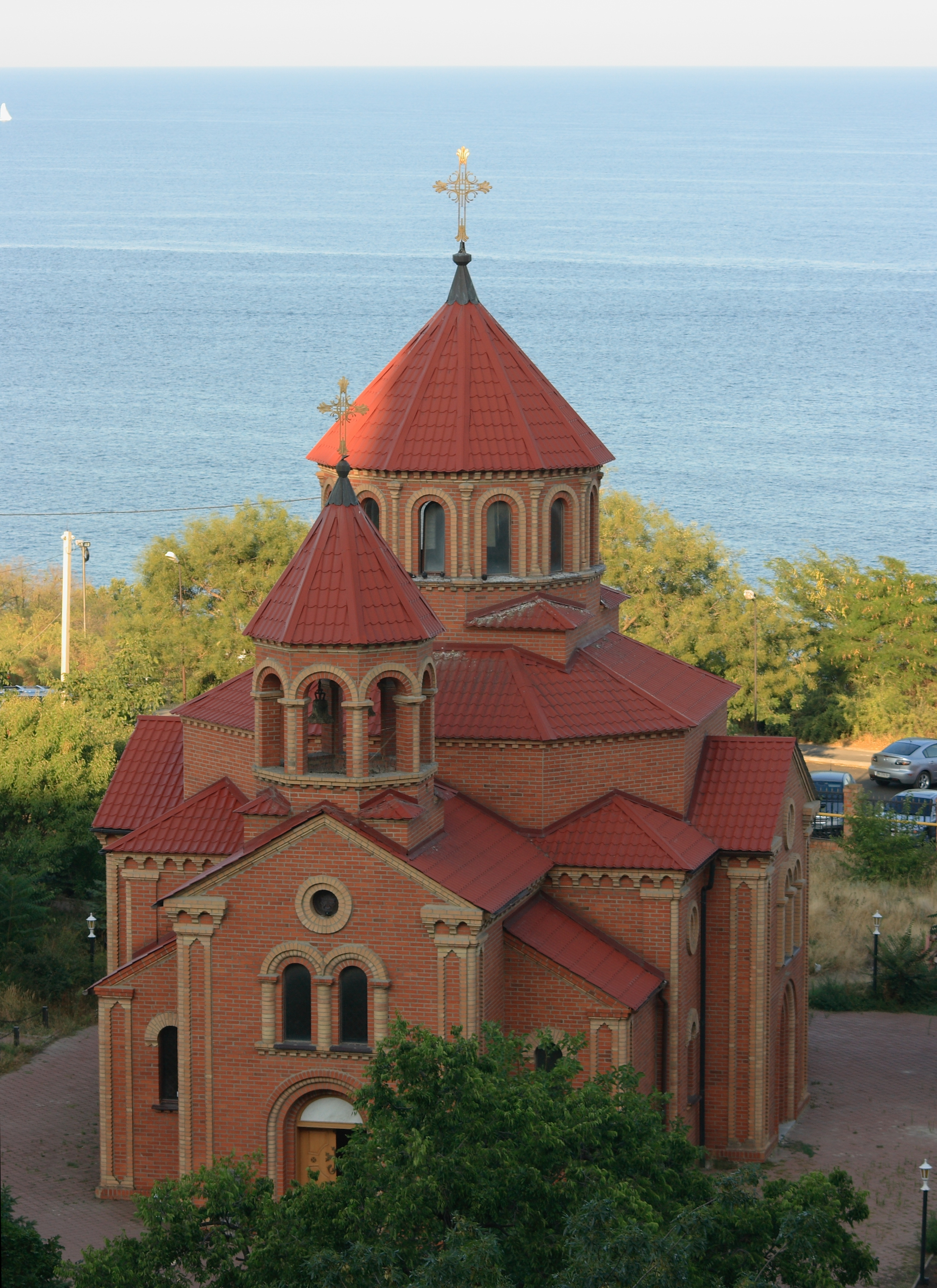
Arménský kostel sv. Jiří
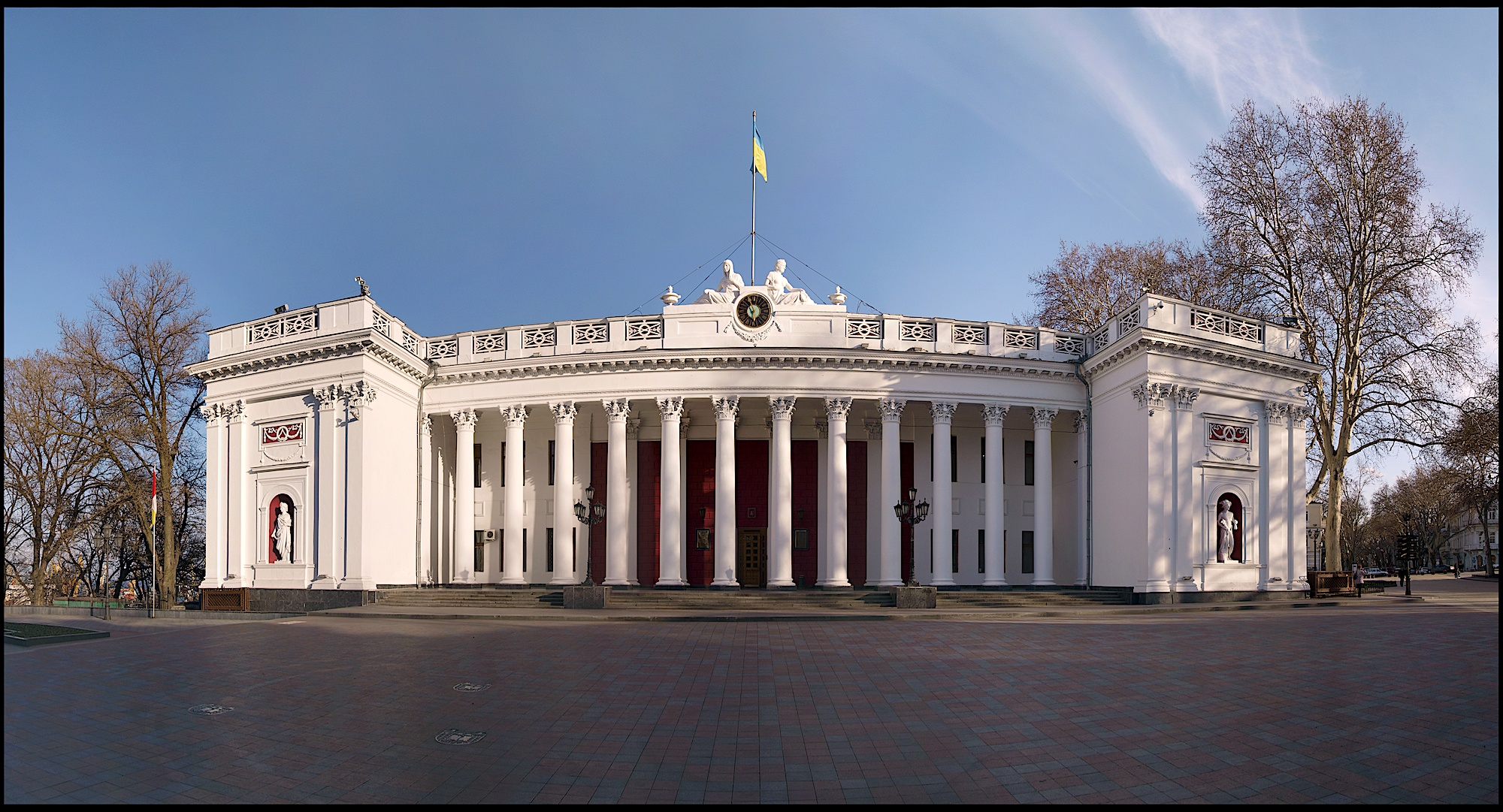
Radnice
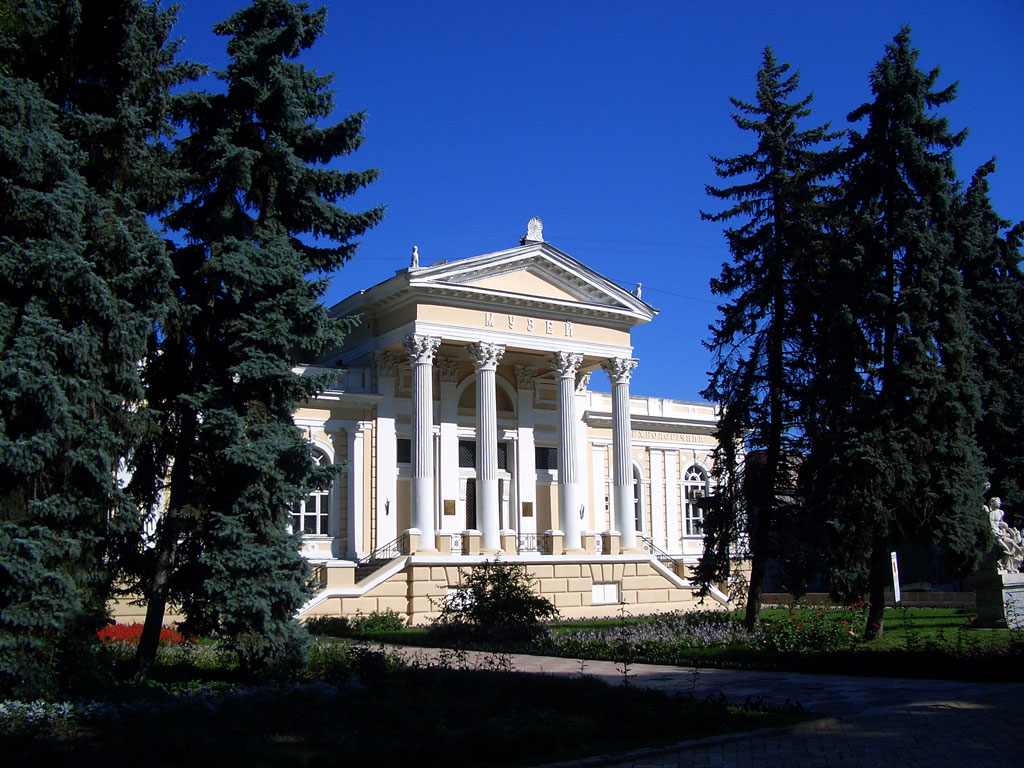
Archeologické muzeum
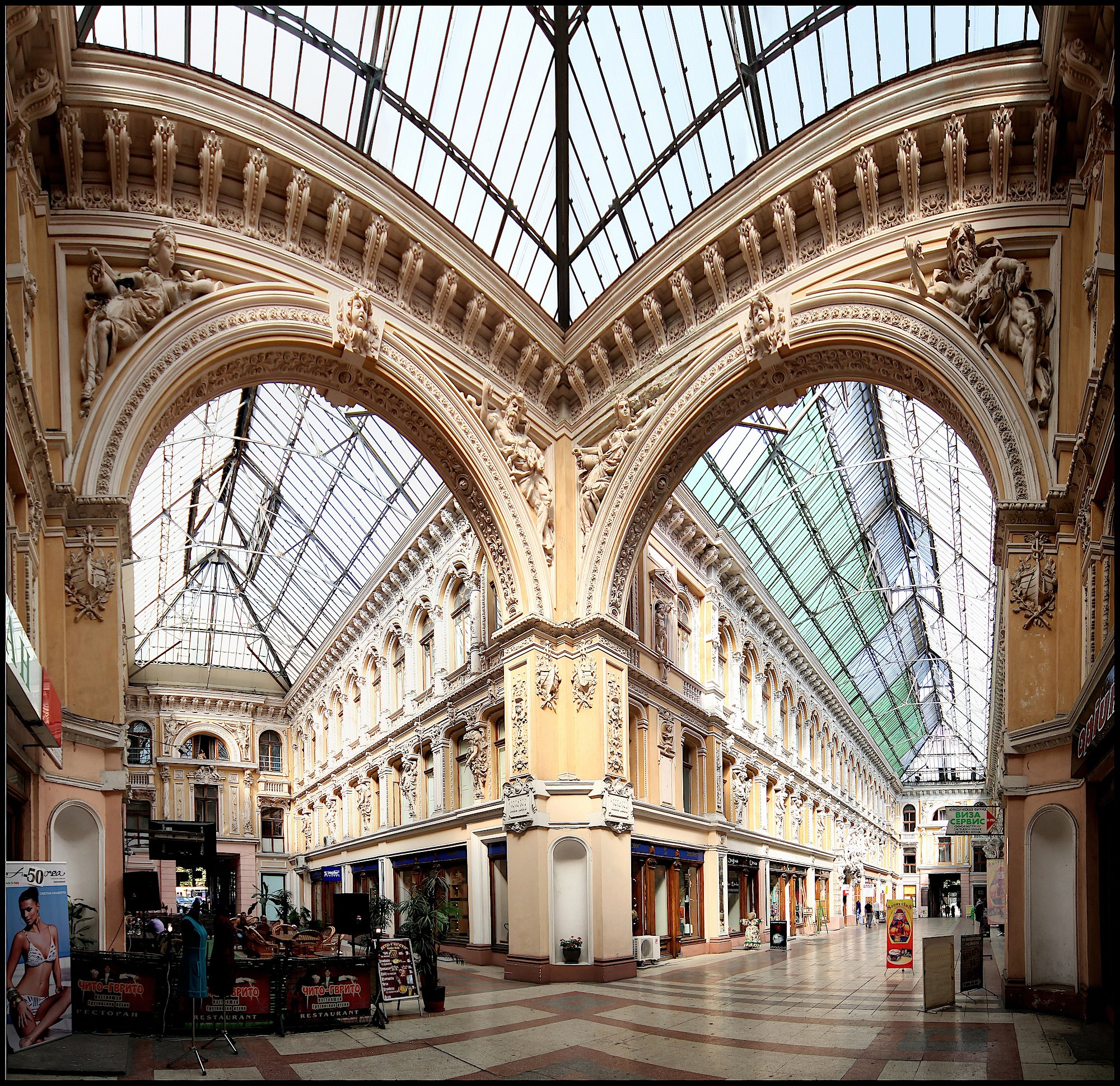
Nákupní centrum Pasáž
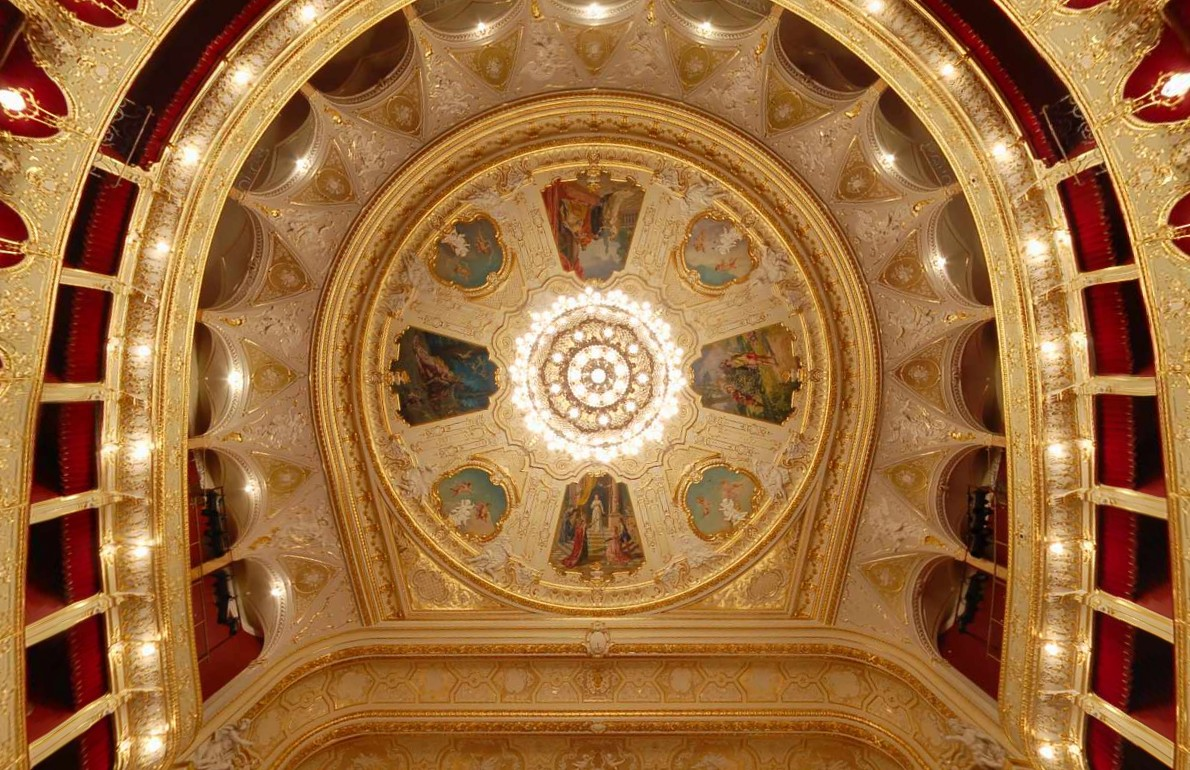
Strop Divadla opery a baletu
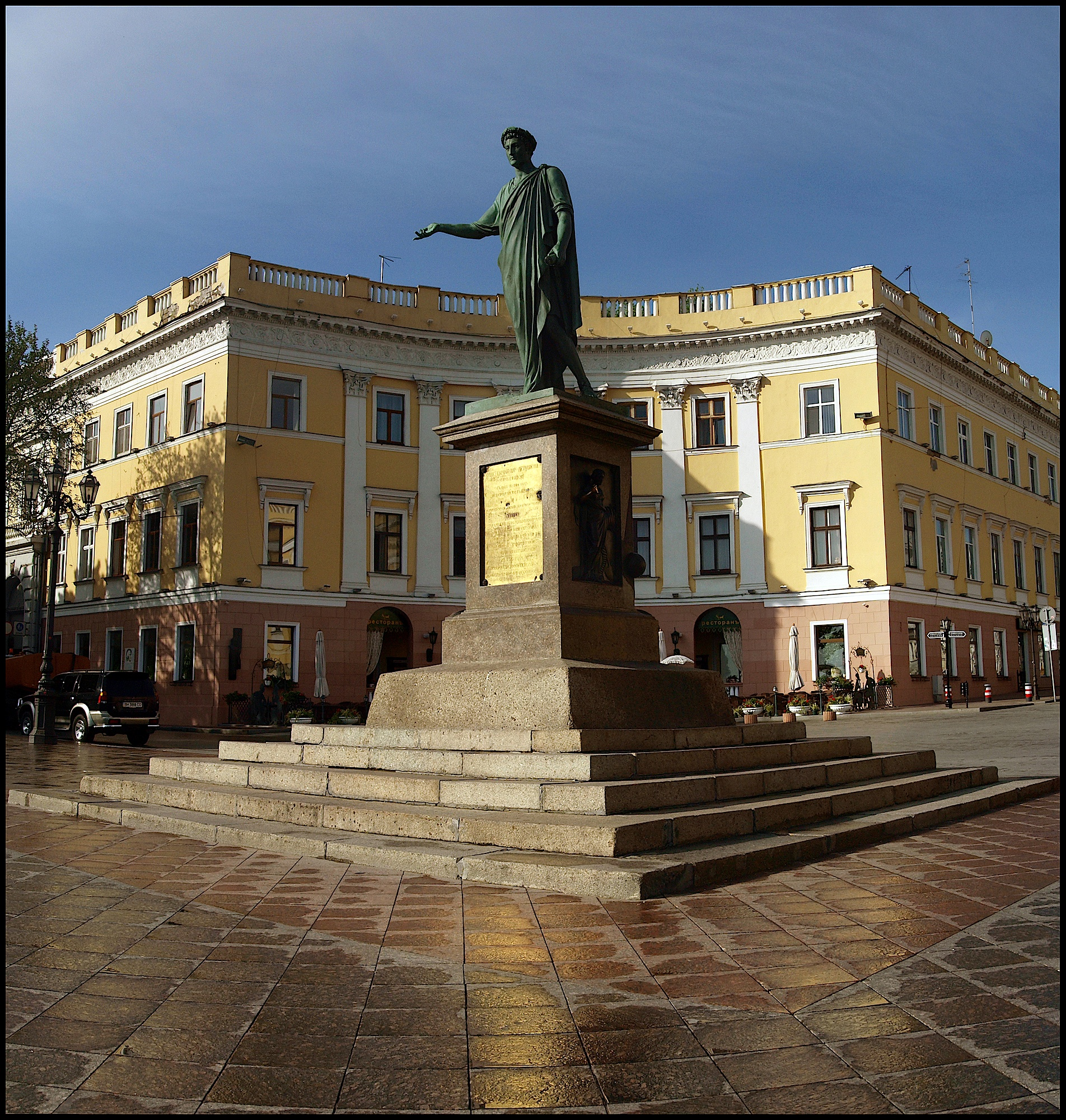
Socha Richelieu
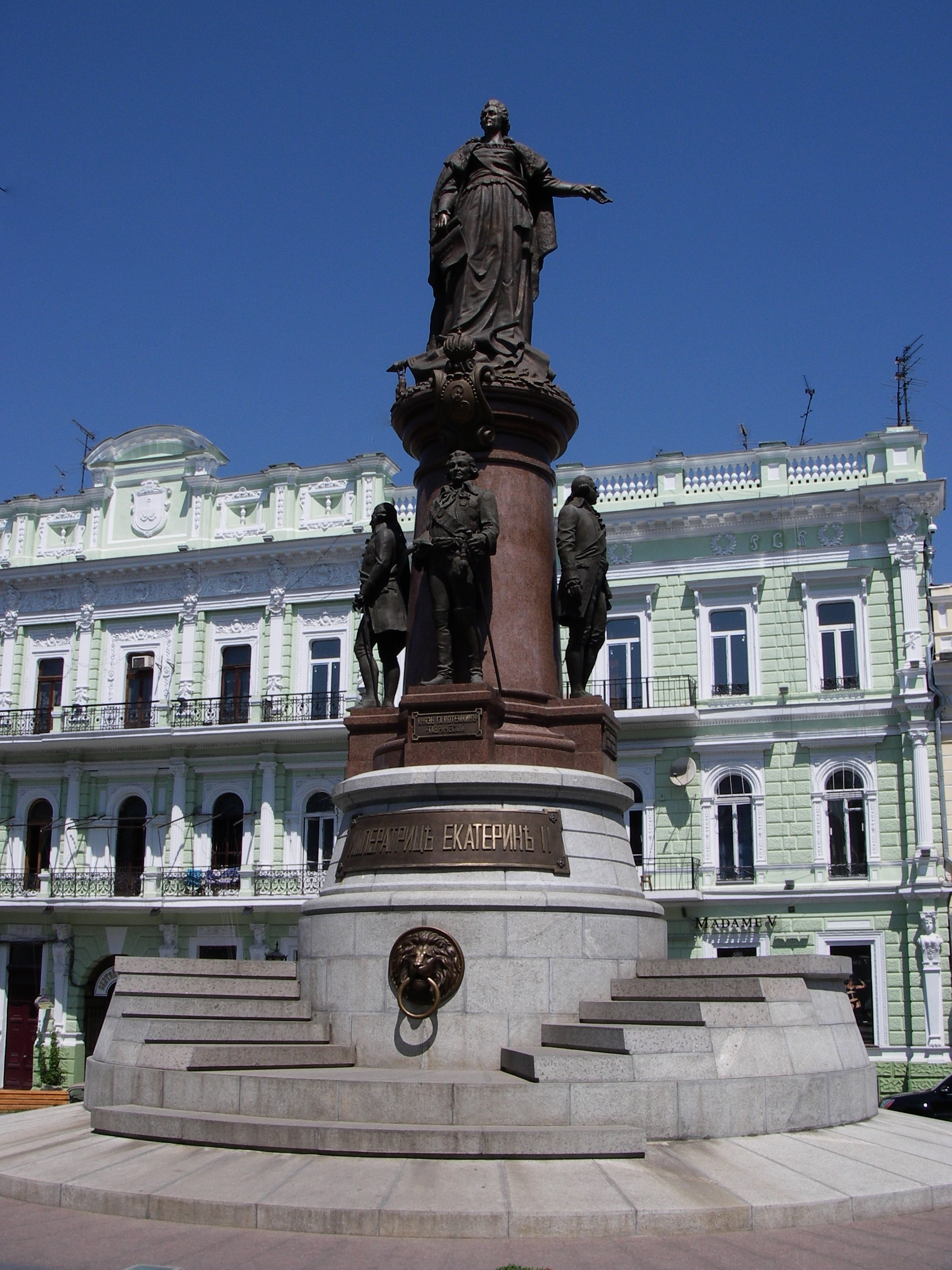
Pomník Kateřiny Veliké
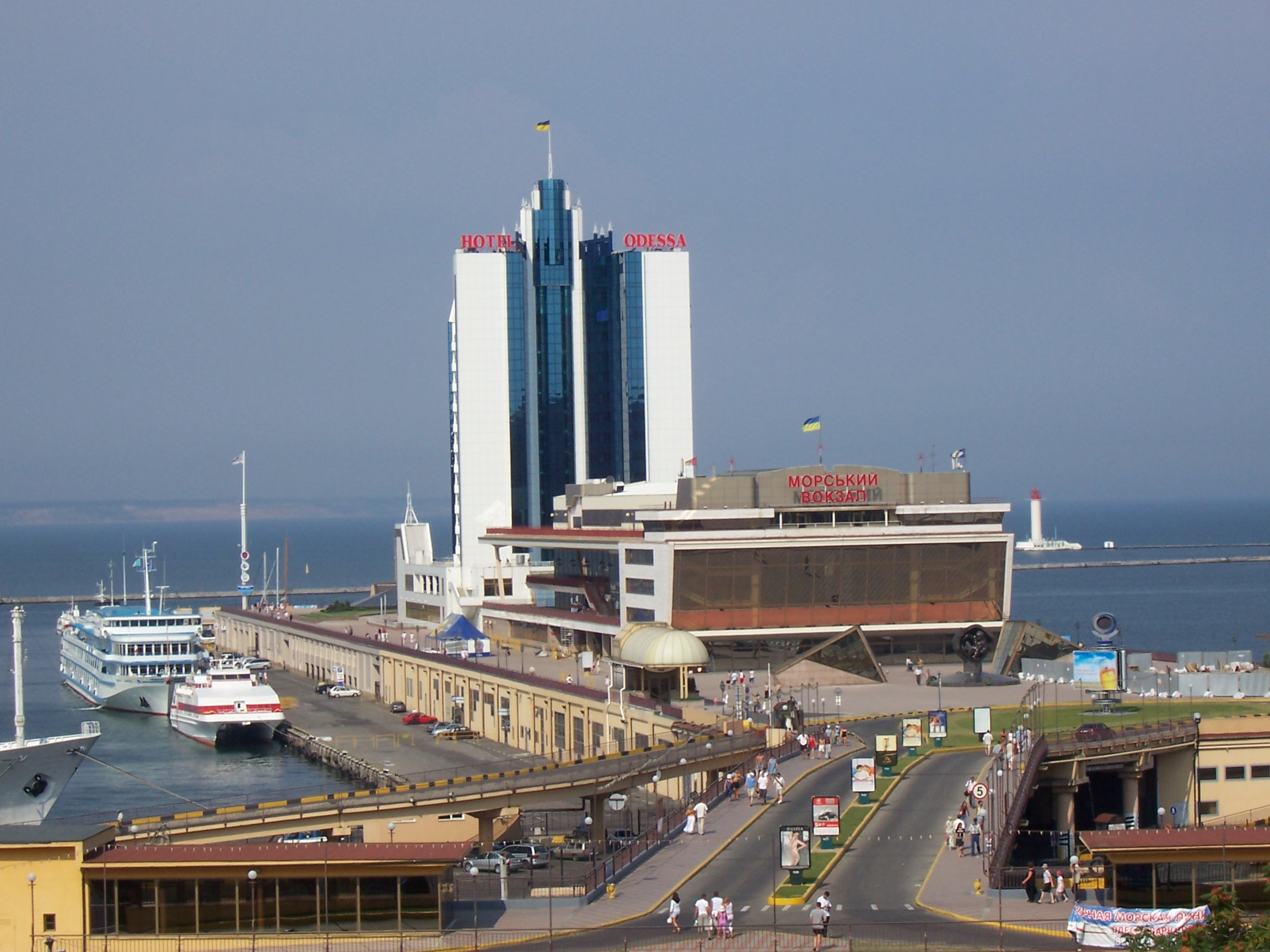
Hotel Oděsa
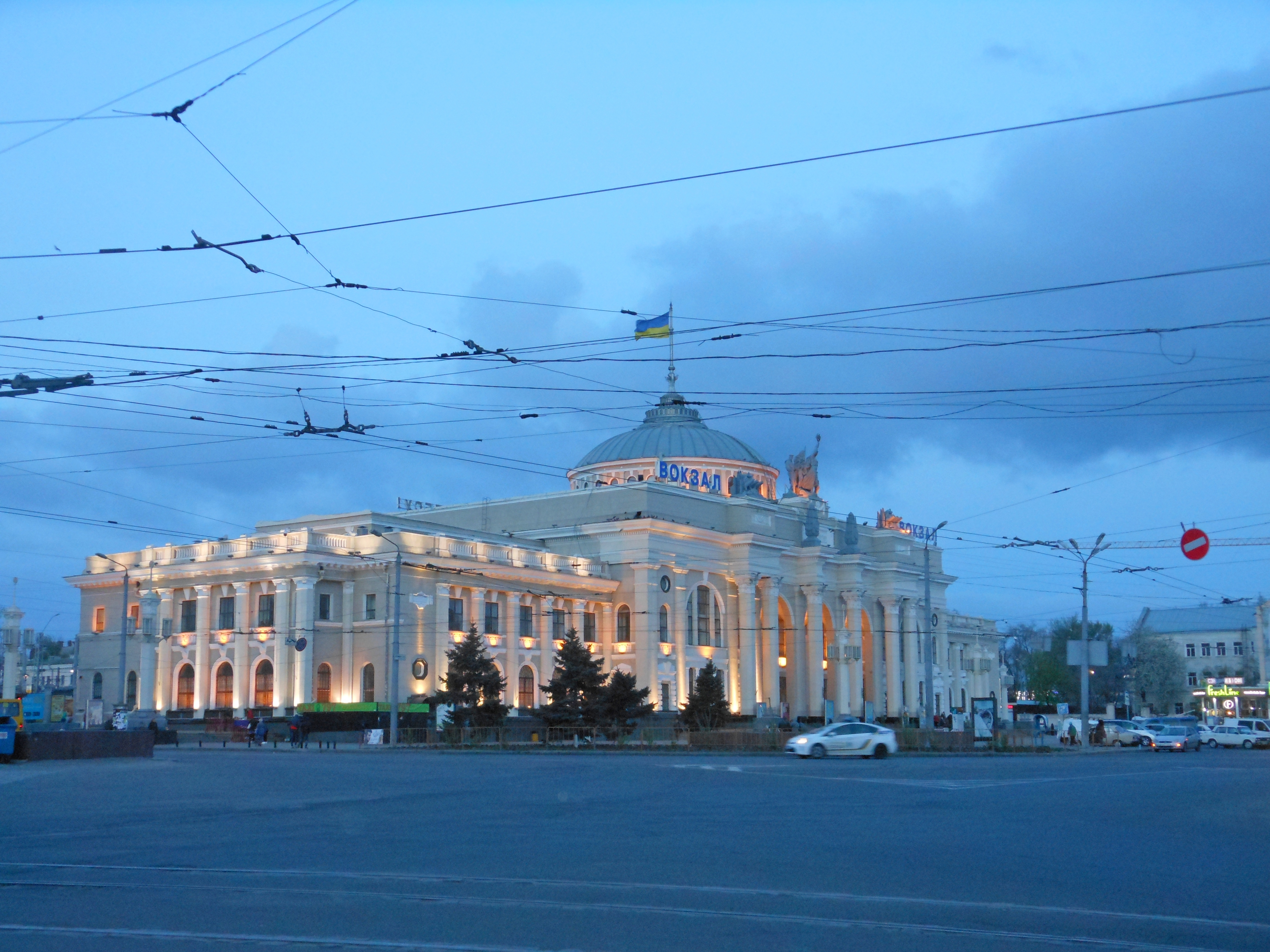
Nádraží